# Big Bang
|  | Big Bang er også en sydkoreansk drengegruppe, se Big Bang (gruppe). |
I den fysiske kosmologi er Big Bang den videnskabelige teori, ifølge hvilken universet udvidede sig fra en tilstand af helt enorm høj tæthed og temperatur for omkring 13,82 milliarder år siden.
Big Bang-teorien baseres på den rødforskydning som ifølge Hubble-Lemaître loven, kan iagttages for fjerne galakser og som sammen med det kosmologiske princip kunne indikere, at rummet udvider sig i overensstemmelse med Friedmann-Lemaître-modellen fra den generelle relativitetsteori. Når man ekstrapolerer denne udvidelse bagud i tid, viser observationerne, at universet må have udvidet sig fra en tilstand, hvor alt stof og al energi i universet havde umådelig temperatur og tæthed. Blandt fysikere er der ikke nogen bredt accepteret teori for, hvad der skete tidligere, omend den generelle relativitetsteori forudsiger en tyngderelateret singularitet.
Udtrykket Big Bang benyttes både i snæver forstand til at referere til det tidspunkt, da den observerede ekspansion af universet ifølge Hubble-Lemaître loven begyndte — beregnet til at være sket for 13,82 milliarder (1,382 × 1010) år siden (± 0,05 milliarder år) — og i mere almen forstand til at referere til det fremherskende kosmologiske paradigme, som forklarer universets oprindelse og ekspansion tillige med dets sammensætning af urstof ved nukleosyntese som forudsagt af Alpher-Bethe-Gamow teorien . 
En konsekvens af Big Bang er, at betingelserne i nutidens univers er forskellige fra de betingelser, som var gældende i en fjern fortid og som vil gælde i en fjern fremtid. Ud fra modellen var George Gamow i 1948 i stand til at forudsige — i det mindste kvalitativt — at der måtte findes en kosmisk baggrundsstråling (CMB — Cosmic Microwave Background Radiation) . Den kosmiske baggrundsstråling blev så opdaget i 1964, og gav Big Bang-teorien et overtag over dens vigtigste rivaliserende teori, Steady State-teorien, som hverken har, eller kan udbygges med, en mekanisme, der kan forklare CMB. Tre artikler herom blev i 1965 offentliggjort i Astrophysical Journal 70, 1965 Nov, p. 697 og i Astrophysical Journal Letters142, 1965 Oct, p. 419 og p. 1149  . 

## Historie
Teorien om Big Bang udvikledes fra både observationer og teoretiske betragtninger samt filosofiske overvejelser. Fra observationerne blev det fastslået, at de fleste spiraltåger fjernede sig fra Jorden. De, som foretog disse observationer, var imidlertid hverken klar over de kosmologiske følger heraf, eller over at disse formodede tåger i virkeligheden var galakser uden for Mælkevejen.  I 1927 udledte den belgiske astronom og professor i fysik (han var desuden også  romersk-katolsk præst) Georges Lemaître selvstændigt, hvad der senere blev kaldt Friedman-Lemaître-Robertson-Walker ligningerne fra Albert Einsteins ligninger for generel relativitet og foreslog på basis af galaksernes voksende spredning, at universet begyndte med "eksplosionen" af et "ur-atom"..
I 1929 kom astronomen Edwin Hubble med observationer, som gav basis for Lemaîtres teori. Han fremsatte hypotesen, at galakserne (observeret fra Jorden) fjerner sig i enhver retning, med en fart som er direkte proportional med deres afstand fra Jorden. Denne kendsgerning kendes nu som Hubbles lov . Når man tager det kosmologiske princip for givet (ifølge hvilket universet, når det betragtes på tilstrækkelig stor afstandsskala, ikke har nogen foretrukne retninger eller noget foretrukket sted), fulgte det fra Hubbles lov, at universet udvidede sig, hvilket stod i modsætning til det uendelige og uforanderlige statiske univers, som Einstein opererede med.
Denne ide om udvidelse åbnede for to forskellige forklaringer. Den ene var Lemaîtres Big Bang-teori, som George Gamow udviklede og argumenterede for. Den anden mulighed var astronomen Fred Hoyles Steady State-model, ifølge hvilken nyt stof blev skabt i takt med, at galakserne bevægede sig væk fra hinanden.  I denne sidste model ser universet nogenlunde ens ud på ethvert tidspunkt.  I virkeligheden var det Hoyle, som var en arg fjende af konkurrerende teorier, som navngav Lemaîtres teori, idet han sarkastisk refererede til den som "denne big bang-ide" under en radioudsendelse fra BBC den 28. marts 1949. Hoyle gentog frasen i yderligere udsendelser i begyndelsen af 1950'erne som led i en serie på fem foredrag med titlen Tingenes natur. Teksten til hvert foredrag offentliggjordes i det britiske radiomagasin The Listener en uge efter hver udsendelse og blev derved stedet, hvor udtrykket "big bang" første gang blev brugt på skrift. . Fred Hoyles foragtelige "this Big Bang idea" endte altså ironisk nok med at navngive teorien.
I en del år var tilhængerne af hver teori nogenlunde ligeligt fordelt, men observationer begyndte at frembringe beviser, som støttede ideen om, at universet kom fra en varm, tæt tilstand. Efter opdagelsen af den kosmiske baggrundsstråling i 1964 anses Big Bang for den bedste teori til at forklare universets oprindelse og udviklingen af kosmos. Bogstavelig talt alle teoretiske arbejder inden for kosmologien drejer sig nu om udvidelser og forfinelser af denne grundlæggende teori. Meget af det aktuelle arbejde i kosmologien drejer sig om at forstå, hvordan galakser dannes inden for rammerne af Big Bang, om at forstå, hvad der skete ved Big Bang, og om at forene alle observationer med den basale teori.
Der skete meget store fremskridt i Big Bang-kosmologien i slutningen af det 20. og begyndelsen af det 21. århundrede, dels som følge af væsentlige forbedringer i teknologien for teleskoper og dels ved indhentning af store mængder data fra satellitter som f.eks. COBE, Hubble-rumteleskopet og WMAP. Med sådanne data har kosmologer med langt større nøjagtighed kunnet beregne mange af de parametre, som indgår i Big Bang, hvilket yderligere har ført til den uventede opdagelse, at universets ekspansion tilsyneladende også accelererer.

## Oversigt
Baseret på målinger af 
- universets udvidelse ved observation af supernovaer af typen Ia
- den "kornede" fordeling af den kosmiske baggrundsstråling
- korrelationsfunktionen for galakser

er universets alder beregnet til 13,82 ± 0.05 milliarder år. Overensstemmelsen mellem disse tre uafhængige målinger anses for at være et stærkt bevis for den såkaldte ΛCDM-model, som beskriver det detaljerede indhold af universet.
Det tidlige univers havde homogent og isotropt en ufattelig høj energitæthed og tilsvarende høj temperatur og tryk. Det udvidede sig, hvorved det afkøledes, og undergik derved faseovergange, som kan sammenlignes med kondensering af damp eller vands overgang til is, når det afkøles, men i universets tilfælde relateret til elementarpartikler.
Omkring 10-35 sekunder efter Planck-æraen fik en faseovergang universet til at vokse eksponentielt i det tidsrum, der kaldes kosmisk inflation. Da inflationen standsede, fandtes universets materielle bestanddele i form af kvark-gluon plasma (som også inkluderer alle andre partikler — og som muligvis for nylig er produceret eksperimentelt som en kvark-gluon væske ) i hvilken de indgående partikler bevægede sig relativistisk. Temperaturen fortsatte med at falde i takt med universets vækst, og ved en lidt lavere temperatur skete endnu en overgang (som endnu ikke er fuldt forstået), og som kaldes baryogenese, hvor kvarker og gluoner kombineredes til baryoner som protoner og neutroner, hvorved den hidtil uforklarede asymmetri mellem stof og antistof opstod. Endnu lavere temperaturer førte til yderligere symmetribrud ved faseovergange, som skabte de fundamentale fysiske kræfter og elementarpartikler i den form, de har nu. Endnu senere kombineredes protoner og neutroner og dannede universets deuterium- og helium-atomkerner i en proces, som kaldes nukleosyntese. Ved fortsat afkøling nåedes en temperatur, hvor stoffet efterhånden holdt op med at bevæge sig relativistisk, og hvor tætheden af dets hvilemasseenergi begyndte at dominere tyngdekraftmæssigt over den elektromagnetiske stråling. Efter omkring 300.000 år samledes atomkernerne og de frie elektroner til atomer (primært brint). Herved afkobledes forbindelsen mellem stof og stråling (universet blev transparent) og strålingen fortsatte gennem rummet i det store og hele upåvirket af stof — og med en bølgelængde, som efterhånden er strakt ud af den fortsatte udvidelse af universet. Den således frigjorte og udstrakte stråling er den, vi kender som den kosmiske baggrundsstråling. 
Som tiden gik, begyndte tyngdetiltrækningen i regioner med en lille ekstra tæthed af det ellers næsten ensartet fordelte stof at tiltrække det nærliggende stof og derved blive endnu tættere, så der efterhånden dannedes gasskyer, stjerner og galakser og de øvrige astronomiske strukturer, som kan observeres nu. Detaljerne i denne proces afhænger af mængden og arten af stof i universet. De tre mulige typer er kendt som koldt mørkt stof, varm mørkt stof og baryonisk stof. De bedste foreliggende målinger (fra WMAP) viser, at den fremherskende form for stof i universet er koldt mørkt stof. De to andre typer udgør mindre end 20% af stoffet i universet.
Det nuværende univers synes at være domineret af en mystisk form for energi, som kendes under navnet mørk energi. Tilnærmelsesvis findes 70% af energitætheden i universet nu i denne form. Denne komponent af universets sammensætning afsløres ved at medføre, at universets udvidelse ifølge Hubbles lov afviger fra en lineær sammenhæng mellem fart og afstand og får rumtiden til at udvide sig hurtigere end forventet på meget store afstande. I sit enkleste udtryk ses mørk energi i form af en kosmologisk konstant i Einsteins feltligninger for den generelle relativitet, men dens sammensætning er ukendt, og i mere generel forstand er detaljerne i dens tilstandsligning og dens indpasning i standardmodellen for partikelfysikken genstand for fortsatte observationsmæssige og teoretiske undersøgelser.
Alle disse observationer er inkorporeret i kosmologiens Lambda-CDM-model (ΛCDM-model), som er en matematisk model af Big Bang med seks frie parametre. Der dukker mysterier op, når man kommer nærmere og nærmere universets begyndelse, hvor partiklernes energi var højere, end det hidtil har været muligt at undersøge eksperimentelt. Der findes ingen overbevisende fysisk model for de første 10-33 sekunder af universets eksistens, dvs. før den faseovergang som forudsættes af den såkaldte GUT-teori. I det "allerførste øjeblik" forudsiger Einsteins tyngdekraftteori en tyngdemæssig singularitet, hvor tæthederne bliver af uendelig størrelse og enhver mulighed for at beskrive tilstanden fysisk er forsvundet. 
Kvantemekanikken eliminerer generelt singulariteter, fordi den kvantificerer alt. Gabriele Veneziano har foreslået, at modellen i den generelle relativitetsteori er asymptotisk: eftersom Plancks konstant ikke er nul, kan det tænkes, at der i begyndelsen ikke var en singularitet, men kun en tilstand af uhyre koncentreret energi (som altså ikke var reduceret til et punkt). Stephen Hawking har ud fra kvantemekaniske effekter vist, at universet kunne skabes uden nogen forudgående singularitet. I stedet skulle rumtiden udgøre en slags afrundet geometrisk form.
En løsning af disse fysiske paradokser kræver muligvis en fastlagt teori for kvantetyngdekraft, og at forstå denne periode i universets historie er et af det største uløste problemer i fysikken. 

## Teoretisk støtte
Som teorien står i dag, hviler Big Bang på tre antagelser:
1. de fysiske loves universelle gyldighed
2. det kosmologiske princip
3. det kopernikanske princip

Da disse antagelser blev gjort, var de rene postulater, men der udfoldes i dag store anstrengelser for at afprøve gyldigheden af hver af dem. Prøvelser af de fysiske loves universelle gyldighed har vist, at den størst mulige afvigelse for fin-struktur konstanten over universets alder er af størrelsesordenen 10-5. Universets isotropi, som definerer det kosmologiske princip, er blevet afprøvet til et niveau på 10-5, og universet er blevet målt til at være homogent på de største skalaer, til op mod niveauet 10% . Der er indsats i gang for at prøve det kopernikanske princip, ved at se på vekselvirkningen mellem galaksehobe og CMB ved hjælp af Sunyaev-Zel'dovich effekten til et nøjagtighedsniveau på  1% .
Big Bang-teorien benytter Weyls postulat til entydig måling af tiden i ethvert punkt som: "Tiden efter Planck-æraen". Målinger i dette system afhænger af konformelle koordinater, hvor den såkaldte medbevægende afstand og den konformelle tid fjerner universets udvidelse, parameterbestemt af den kosmologiske skaleringsfaktor, fra betragtningen af måling, af rumtid. De medbevægende afstande og de konformelle tider er defineret, så objekter, der bevæger sig med den kosmologiske udvidelse altid har samme medbevægende afstand fra hinanden og hvor partikelhorisonten, eller den observérbare grænse for det lokale univers fastlægges af den konformelle tid.
Eftersom universet kan beskrives ved sådanne koordinater, er Big Bang ikke en eksplosion i stof, som bevæger sig udad for at udfylde et tomt univers. Det, som udvider sig, er universet selv. Det er den udvidelse, som får den fysiske afstand mellem to vilkårlige faste punkter i vores univers til at øges. Objekter, som er bundet sammen (af tyngdekraften, f.eks.) udvider sig ikke sammen med udvidelsen af rumtiden, fordi det antages, at de fysiske love for sådanne objekter er ensartede og uafhængige af den metriske udvidelse. Desuden er universets udvidelse i lokal skala i nutiden så lille, at de fysiske loves eventuelle afhængighed af udvidelsen ikke vil være målelig med tilgængelig teknik.

## Beviser fra observationer
Observationer har frembragt de tre grundpiller, som understøtter den kosmologiske teori om Big Bang. Det er den Hubble'ske udvidelse af universet, som den fortolkes ud fra galaksernes observérbare rødforskydning, den detaljerede måling af den kosmiske baggrundsstråling, og den overvældende mængde af lette elementer som brint og helium i universet (jf. Big Bang-nukleosyntese). Derudover passer den observerede korrelationsfunktion fra universets struktur på stor skala særdeles godt med teoriopbygningen omkring Big Bang.

### Udvidelse ifølge Hubbles lov
Observationer af fjerne galakser og kvasarer viser, at disse objekter er rødforskudte, hvilket betyder, at lyset fra dem er blevet forskudt til længere bølgelængder. Det ses ved at tage et spektrum af objekterne og matche det med det spektroskopiske mønster af emissionslinjer eller absorptionslinjer, som kommer fra atomer i kemiske elementer, som vekselvirker med lyset. Ved denne analyse kan måles en rødforskydning af strålingen, svarende til en Doppler-forskydning, der forklares ved en vigende fart. Når denne vigende fart afbildes i forhold til objekternes afstand, findes det lineære forhold, der kendes som Hubbles lov:
{\displaystyle v=H_{0}D\,}
hvor
{\displaystyle v} er galaksens eller det fjerne objekts aftagende fart
{\displaystyle D} er afstanden til objektet og
{\displaystyle H_{0}} er Hubbles konstant, der af WMAP-sonden er målt til (71 ± 4) km/s/Megaparsec. 
Der er to mulige forklaringer på denne observerede lov. Den ene er, at vi befinder os i centrum af en galakse-eksplosion, hvilket er et uholdbart standpunkt, hvis det copernicanske princip er gældende. Den anden forklaring er, at universet er ensartet ekspanderende overalt som følge af en iboende egenskab ved rumtiden. Denne type af universel ekspansion udvikledes matematisk inden for rammerne af generel relativitet en del før Hubble gennemførte sine observationer og analyser, og forklaringen forbliver en grundsten i Big Bang-teorien, således som denne er udviklet af Friedmann-Lemaître-Robertson-Walker.

### Den kosmiske baggrundsstråling
Big Bang-teorien forudsagde eksistensen af en kosmisk baggrundsstråling eller CMB, som består af fotoner, der blev udsendt under baryogenesen. Eftersom det tidlige univers ifølge teorien var i termisk ligevægt, var temperaturen af stråling og plasma ens, indtil plasmaet gennemgik rekombination. Før der dannedes atomer, blev stråling uophørligt absorberet og genudsendt i en proces, der kaldes Comptonspredning: Det tidlige univers var således uigennemsigtigt for lys. Imidlertid medførte den antagede fortsatte afkøling af universet gennem udvidelse, at temperaturen til sidst kom under 3.000 K, hvor elektroner og kerner skulle kunne kombineres til stabile atomer, og hvor urplasmaet skulle omdannede til en neutral luftart. Dette kendes som foton-afkobling. Et univers bestående af neutrale atomer tillader stråling at udbrede sig i det store og hele uhindret.
Da det tidlige univers efter Big Bang-teorien var i termisk ligevægt, havde strålingen fra denne tid et sortlegeme spektrum og således strømmet frit gennem rummet indtil i dag, idet den ville være blevet rødforskudt som følge af Hubble-udvidelsen. Det får den oprindeligt høje temperatur af sort-legeme spektret til at falde. Strålingen skulle kunne observeres i ethvert punkt i universet som kommende fra alle rummets retninger.
Arno Penzias og Robert Wilson opdagede den kosmiske baggrundsstråling i 1964, mens de gennemførte en række justerende eksperimenter med en ny mikrobølgemodtager, ejet af Bell Laboratories. Deres opdagelse gav en afgørende bekræftelse af den generelle forudsigelse af CMB. Strålingen fandtes at være isotrop og i overensstemmelse med et sort-legeme spektrum på omkring 3 K, og det ændrede afgørende balancen omkring de kosmologiske teorier i Big Bang-hypotesens favør. Penzias og Wilson tildeltes nobelprisen for deres opdagelse.
I 1989 opsendte NASA satellitten COBE til måling af baggrundsstrålingen, og de første resultater derfra, som offentliggjortes i 1990, var i overensstemmelse med forudsigelserne fra Big Bang omkring CMB. COBE fandt en resttemperatur på 2,726 K og konstaterede, at CMB var isotrop i forholdet en til 105. I løbet af 1990'erne blev CMB anisotropi yderligere undersøgt i et stort antal jord-baserede eksperimenter, som ved måling af den typiske vinkelstørrelse (størrelsen som den antager på himmelen) af anisotropien viste, at universet er næsten geometrisk fladt (se universets form).
Tidligt i 2003 fremkom resultaterne fra WMAP (Wilkinson Microwave Anisotropy satellitten), som gav de indtil da mest nøjagtige værdier for nogle af  de kosmologiske parametre. WMAP-satellitten modbeviste tillige adskillige specifikke modeller for kosmisk inflation, men resultaterne var i overensstemmelse med inflationsteorien i almindelighed. I 2009 opsendte Den Europæiske Rumorganisation (ESA) Planck-rumteleskopet med endnu mere fintfølende instrumenter end WMAP til måling af baggrundsstrålingen med henblik på en kortlægning af den kosmiske baggrundsstråling med endnu større nøjagtighed.

### Mængden af oprindelige elementer
Ved hjælp af Big Bang-modellen kan man beregne, hvorledes koncentrationen af helium-4, helium-3, deuterium og lithium-7 i universet forholder sig til mængden af almindeligt brint, H. Alle disse mængder afhænger af en eneste parameter, nemlig forholdet mellem fotoner og baryoner.  De forudsagte forhold (efter masse, ikke efter antal) er omkring 0,25 for 4He/H, omkring 10-3 for ²H/H, omkring 10-4 for 3He/H og omkring 10-9 for 7Li/H.
De målte mængder er alle i overensstemmelse med dem, som forudsiges fra en enkelt værdi for forholdet mellem baryoner og fotoner. Overensstemmelsen er forholdsvis dårlig for 7Li og 4He, som er de to elementer, for hvilke de systematiske usikkerheder er dårligst forstået. Overensstemmelsen anses alligevel for et stærkt bevis for Big Bang, eftersom denne teori er den eneste kendte forklaring på den overvældende mængde af lette elementer i rummet. Bortset fra en Big Bang-begivenhed er der i virkeligheden slet ingen indlysende grund til, at f.eks. det unge univers (dvs. før der skete stjernedannelse, og som det ses ved studiet af stof, der i hovedsagen er fri for produkter fra stjernenukleosyntese) skulle indeholde mere helium end deuterium eller mere deuterium end 3He, og så yderligere i et konstant forhold.

### Galaksers udvikling og fordeling
Detaljerede observationer af morfologien og fordelingen af galakser og kvasarer giver stærke beviser for Big Bang. Ved at kombinere observationer og teori fås som resultat, at de første kvasarer og galakser dannedes omkring en milliard år efter Big Bang, og siden da er der dannet større strukturer som galaksehobe og superhobe. Deres bestand af stjerner er ældet og har udviklet sig, så fjerne galakser (der observeres, som de var i det tidlige univers) fremtræder meget forskelligt fra nærliggende galakser (der observeres i nyere tilstand). Yderligere fremtræder galakser, som dannedes  relativt sent meget forskelligt fra galakser, som befinder sig i tilsvarende afstand, men som er dannet kort tid efter Big Bang. Disse observationer giver stærke argumenter mod steady-state modellen.  Observationer af stjernedannelse, fordelingen af galakser og kvasarer og endnu større strukturer stemmer godt overens med foretagne simulationer af strukturers opståen i universet efter Big Bang og hjælper med til at fuldstændiggøre teoriens detaljer. 

## Egenskaber, emner og problemer
En række problemer ved teorien om Big Bang har været rejst i løbet af dens historie. Nogle af dem er i dag mest af historisk interesse og er forsvundet ved modifikationer af teorien eller efter bedre observationer. Andre emner, som spids ring problemet og dværggalakse problemet, der begge relaterer sig til mørkt koldt stof, anses for ikke være fatale, fordi de kan behandles ved forfinelser af teorien. 
Der findes et mindre antal tilhængere af alternative kosmologier, som betvivler, at et Big Bang overhovedet er sket. De påstår, at løsninger af standardproblemer i teorien om Big Bang involverer ad hoc modifikationer og tilføjelser til teorien. De dele af standardkosmologien, som især angribes, er dem, som omfatter mørkt stof, mørk energi og kosmisk inflation. Det må imidlertid siges, at selvom eksakte forklaringer af disse emner stadig hører til fysikkens uløste problemer, er de alle udsprunget af de uafhængige observationer af nukleosyntese under Big Bang, den kosmiske baggrundsstråling, universets struktur på stor skala og supernovaer af type Ia. Tyngdevirkningen af enhederne forstås både observationelt og teoretisk, men de har endnu ikke kunnet indkorporeres i partikelfysikkens standardmodel. Så selv om nogen aspekter af teorien stadig er utilstrækkeligt forklaret af den grundlæggende fysik, accepterer næsten alle astronomer og fysikere, at den gennemgående overensstemmelse mellem teorien om Big Bang og de foretagne observationer har lagt en fast grund under teoriens grundlæggende dele. 
I det følgende gennemgås nogle enkelte problemer og gåder omkring Big Bang:

### Problemet om universets horisont
Horisontproblemet udspringer af den forudsætning, at information ikke kan overføres hurtigere end med lysets hastighed, hvorfor to regioner af verdensrummet, hvis afstand er større end lyshastigheden multipliceret med universets alder, ikke kan være eller have været i årsagsmæssig kontakt med hinanden. Det gør den observerede isotropi af CMB problematisk, fordi partikelhorisonten på den tid svarer til en størrelse, der nu er omkring 2 grader på himlen. Såfremt universet overalt har udvidet sig på samme måde siden Planck-æraen, findes der ingen mekanisme, som kan have forårsaget, at de to regioner nu har samme temperatur.
En mulig løsning på denne tilsyneladende inkonsistens tilbyder sig fra inflationsteorien, hvor et homogent og isotropt skalart energifelt dominerer universet på et tidspunkt 10-35 sekunder efter Planck-æraen. Under inflationen undergår universet eksponentiel ekspansion, og områder, der er i årsagsmæssig kontakt med hinanden, kommer herved udenfor hinandens horisont. Heisenbergs ubestemthedsrelationer tilsiger, at der under den inflationære fase vil forekomme kvantevarmefluktuationer, som vil blive forstørret til kosmisk skala. Fluktuationerne virker som "spirer" til alle nuværende strukturer i universet. Efter inflationens ophør udvider universet sig igen ifølge Hubbles lov, hvorved de regioner, som var ude af årsagsmæssig kontakt, kommer indenfor horisonten igen. Det forklarer den observerede isotropi i CMB. Inflationsteorien forudsiger desuden, at urfluktuationerne næsten er skalauafhængige (invariante) og gaussisk fordelte, hvilket er blevet bekræftet ved de foretagne målinger af CMB.

### Magnetiske monopoler
Indvendingen omkring magnetisk monopol rejstes i slutningen af 1970'erne.  GUT-teorierne forudså punktvise defekter i rummet, som ville fremtræde som magnetiske monopoler med en meget højere tæthed, end hvad der kan findes fra observationer, eftersom søgning efter sådanne aldrig har givet resultat.  Dette problem kan ligeledes løses ved en periode med kosmisk inflation, idet denne vil fjerne alle punktvise defekter fra det observerbare univers på samme måde, som den har udjævnet den geometriske krumning.

### Baryon asymmetri
Det er endnu ikke forstået, hvorfor universet indeholder mere stof end antistof. Det antages nemlig generelt, at da universet var ungt og meget varmt, var det i statistisk ligevægt og indeholdt lige mange baryoner og antibaryoner. Ifølge observationerne består universet nu, og også dets fjerneste egne, næsten udelukkende af stof. Asymmetrien blev skabt af den indtil videre uforståede proces, som kalles baryogenese. For at baryogenese kan finde sted, må Sakharov-betingelserne, som blev opstillet af Andrej Sakharov være opfyldt. De kræver, at baryontallet ikke bevares, at C-symmetri og CP-symmetri bliver brudt, og at universet afviger fra termodynamisk ligevægt. Alle disse betingelser indgår i standardmodellen, men virkningen er ikke stærk nok til at forklare den baryon-asymmetri, vi kan konstatere. Eksperimenter, der foregår hos CERN nær Geneve, søger at indfange tilstrækkeligt anti-brint til at kunne sammenligne dets spektrum med brintens. Hvis der er en forskel, vil den være bevis på et brud på CPT symmetrien og derfor et Lorentz brud.

### Kugleformede hobes alder
I midten af 1990'erne fremkom observationer af Kuglehobe, som syntes at være uoverensstemmende med Big Bang. Computersimulationer, som svarede til observationerne af stjernesamlingerne i de kugleformede hobe antydede, at disse var omkring 15 milliarder år gamle og altså i konflikt med universets alder på 13,82 milliarder år. Dette problemkompleks blev generelt løst i slutningen af samme årti, da nye simulationer, som tog hensyn til virkningen af tab af masse på grund af stjernevinde, pegede på en meget lavere alder for de kugleformede hobe.  Der udestår nogle spørgsmål i relation til, hvor nøjagtigt hobenes alder er målt, men det er stadig klart, at disse objekter hører til de ældste i universet.

### Mørkt stof
Forskellige observationer foretaget i 1970'erne og 1980'erne  (især af galaktiske rotationskurver) viste, at der ikke var tilstrækkeligt med synligt stof i universet til, med Big Bang-teorien at forklare den tilsyneladende styrke af tyngdekræfterne, indenfor og imellem galakser. Yderligere medførte den antagelse, at universet mest består af synligt stof, at der fremkom forudsigelser, som var i stærk modstrid med observationer, hvoraf særligt at universet er langt mere sammenklumpet og indeholder langt mindre deuterium, end det synlige stof ifølge Big Bang-teorien kan forklare. Det førte til den idé, at op mod 90% af stoffet i universet ikke er synligt (dvs. baryonisk) stof, men derimod mørkt stof (usynligt og umålbart). Idéen om mørkt stof var i begyndelsen kontroversiel, men den er nu en bredt accepteret del af standardkosmologien på grund af observationer af CMB anisotropi, galaksehobes hastighedsspredning, fordelingen af strukturer på stor skala, studier af tyngdekraftlinser og endelig målinger af røntgenstråling fra galaksehobe. Mørkt stof er kun plausibelt på grund af sin antagede tyngdevirkning og der er endnu ikke i laboratorier fundet partikler, som kan identificeres med det. Der er imidlertid mange mulige "kandidater" i partikelfysikken, og adskillige projekter til at prøve på at opdage partikler for mørkt stof er undervejs.

### Mørk energi
I 1990'erne viste detaljerede målinger af universets massetæthed en værdi, som var 30% af den kritiske tæthed. Eftersom universet er næsten rumligt fladt, som det antydes af målinger af den kosmiske baggrundsstråling, kunne der ikke med Big Bang-teorien redegøres for omkring 70% af universets energitæthed. Dette mysterium synes nu at være forbundet med et andet: Uafhængige målinger af supernovaer af type IA har afsløret, at universets antagede udvidelse må ske med en ikke-lineær acceleration i stedet for strengt at ske ifølge Hubbles lov. For med Big Bang-teorien at kunne forklare denne acceleration, kræver den generelle relativitetsteori, at en stor del af universet består af en energikomponent med stort, negativt tryk. Denne usynlige og umålbare mørke energi menes nu at udgøre de manglende 70%. Dens natur er stadig en af de store mysterier i Big Bang-teorien. De mulige kandidater inkluderer en skalar kosmologisk konstant og quintessens. Der foregår observationer for at hjælpe på vores forståelse af dette. Resultater fra WMAP i 2006 antyder ifølge Big Bang-teorien, at universet består af 74% mørk energi (usynligt og umålbart), 22% mørkt stof (usynligt og umålbart) og 4% almindeligt stof (synligt og målbart) (se herom den eksterne henvisning).

## Fremtiden ifølge Big Bang-teorien
Før man fandt på mørk energi, opstillede kosmologerne to scenarier for universets fremtid. Hvis dets massetæthed er større end den (i Big Bang-teorien) kritiske tæthed, ville det ifølge Big Bang-teorien nå en maksimal størrelse og derefter begynde at trække sig sammen. Derved ville det blive tættere og varmere igen og ende i en tilstand svarende til den, det ifølge Big Bang-teorien begyndte med — et Big Crunch. Hvis derimod tætheden er mindre end eller lig med den (i Big Bang-teorien) kritiske tæthed, ville udvidelsen aftage i hastighed, men aldrig standse. Stjernedannelse ville ophøre, når universet blev mindre og mindre tæt, og dets gennemsnitstemperatur ville asymptotisk gå mod det absolutte nulpunkt. Sorte huller ville fordampe og universets entropi ville øges til et niveau, hvor der ikke kunne udvindes organiseret energi fra det overhovedet, hvilket fænomen er kendt som universets varmedød. Hvis fotonhenfald kan forekomme, ville brint, som er den fremherskende form for baryonisk (synligt og målbart) stof i det nuværende univers, forsvinde, og der ville kun være stråling tilbage.
De moderne observationer af den ifølge, Hubbles princip, accelererende udvidelse, giver som konsekvens, at større og større dele af det nu synlige univers vil passere vores begivenhedshorisont og dermed komme uden for vor rækkevidde. Det vides ikke hvad dette til sidst vil resultere i. Lambda-CDM modellen af universet omfatter mørk energi, i form af en kosmologisk konstant og den teori synes at vise, at kun tyngdemæssigt sammenbundne systemer som galakser vil forblive sammen, og også disse vil lide varmedøden, efterhånden som universet udvides og afkøles. Andre forklaringer på mørk energi — såkaldte fantomenergi-teorier — antyder, at galaksehobe, og med tiden også galakserne selv, vil blive revet fra hinanden af den stadigt øgende udvidelse i et såkaldt Big Rip.

## Spekulativ fysik ud over Big Bang
Selvom Big Bang-modellen er veletableret i kosmologien, må den ventes at blive udbygget i fremtiden. Kun lidt er kendt om det allertidligste univers, hvor den kosmiske inflation er sket ifølge vore hypoteser. Der kan også findes områder af universet som ligger udenfor, hvad vi i princippet vil kunne observere. I inflationstilfældet er dette et krav: En eksponentiel udvidelse vil have skubbet uhyre store regioner af rummet udenfor vores horisont. Det vil muligvis kunne beregnes, hvad der skete, når vi får mere viden om fysikken ved meget høje energiniveauer. Spekulationerne om dette involverer som regel teorier om kvantetyngdekraft. 
Nogen forslag herom er følgende:
- Kaotisk inflation
- Membran kosmologi, hvoriblandt også den såkaldte ekpyrotiske model, ifølge hvilken Big Bang er resultatet af et sammenstød mellem membraner
- Et oscillerende univers, hvor den varme, tætte tilstand i det tidlige univers er resultatet af et Big Crunch for et tidligere univers som vort nuværende. Universet kunne i så fald have gennemgået Big Bang og Big Crunch et uendeligt antal gange. Den cykliske udvidelse af den ekpyrotiske model er en moderne version af et sådant scenarium (det vigtigste uløste problem herved er, at betragtninger over viskositet medfører, at der vil blive overført entropi fra en fase til den næste, hvilket ville medføre en tilstand af varmedød i en fjern fortid).
- Modeller som Hartle-Hawking grænsebetingelserne, ifølge hvilke rumtiden er endelig.

Nogle af disse scenarier er kvalitativt kompatible med hinanden. Hver af dem fremsætter uafprøvede hypoteser.